# Krasicki

Das Adelswappen der Familie von Krasicki, Wappengemeinschaft Rogala

Krasicki ist der Name eines bedeutenden polnischen Adelsgeschlechts, die weibliche Form des Namens lautet Krasicka. Das Geschlecht erhielt vom Heiligen Römischen Reich den Grafentitel.
Bedeutende Träger dieses Namens waren:
Ignacy Krasicki (1735–1801), polnischer Dichter, Erzbischof und wichtiger Vertreter der Aufklärung in Polen.